# Gloria Bird
Gloria Bird (Washington, 1951) és una escriptora estatunidenca d'ètnia spokane. Es graduà en literatura a la Universitat de Portland (Oregon), i ha estat un dels membres fundadors de la Northwest Native American Writers Association. Ha editat la revista Wicazo Sa Review i és membre de la Wakiknabe Theater Company. Ha escrit Full moon on the reservation (1993), The river of History (1997) i Reinventing the enemy's language (1997) amb Joy Harjo.